# Гавриш, Клавдия Георгиевна
Клавдия Георгиевна Гавриш (1927, с. Александрийская, Кизлярский район, Дагестанская АССР, РСФСР) — депутат Совета Союза Верховного Совета СССР 9-го созыва от Дагестанской АССР.

## Биография
Родилась в селе Александрийская.

## Трудовая деятельность
Работала в колхозе им. Горького (с 1965 г. — совхоз «Горьковский») Тарумовского района.  Была членом комиссии по товарам народного потребления.

## Партийная деятельность
Депутат Верховного Совета СССР 9-го созыва.

## Награды
- Орден Ленина[2].